# Бад Тельц (хокейний клуб)
«Бад Тельц» (нім. EC Bad Tölz) — хокейний клуб з міста Бад Тельц, Німеччина. Заснований у 1928 році. Виступає у чемпіонаті Німеччини Оберлізі.

## Історія
«Бад Тельц» ставав двічі чемпіоном Німеччини у 1962 та 1966 роках, також має секції з Інлайн-хокею і фігурного катання.

### Історія хокейного клубу
«Бад Тельц» влітку 1958 був одним із засновників хокейної ліги, в якій грав до сезону 1975/76 років.
За винятком сезонів 1992/93 і 1993/94 постійно грає в другій Бундеслізі, виключно до сезону 2005/06 коли остаточно вилітає до третього за значенням турніру — Оберлігу.
У сезоні 2010/11 клуб зайняв у попередньому раунді Оберлізі-південь перше місце, але плей-оф програли ХК «Клостерзеє».
Завоювавши друге місце у першому раунді в сезоні 2011/12 команда досягла фіналу плей-оф, де переграла в серії ХК «Дуйсбург» 3:1. Команда не відповідала вимогам другої Бундеслігі (бюджет повинен складати — один мільйон євро) таким чином їх місце посіла команда з Бремергафена.
Незважаючи на те що «Бад Тельц» вже не грає у вищих хокейних лігах Німеччини з 1976 року, в нього є чудова школа підготовки молодих гравців. Молодіжний склад грає у німецькій юніорській лізі (DNL) та серед студентів у відповідних ліги. Крім того, кілька молодих гравців, грають в юніорській збірній Німеччини. Крім того, ось уже кілька років існує під егідою «Бад Тельц», організована жіноча хокейна команда Чорний Тигр Black Tigers.

### Інлайн-хокей
«Бад Тельц» грає у німецькій Інлайн-хокейній лізі (DIHL) німецької федерації хокею.

### Керлінг
Чоловіча команда «Бад Тельц» виграла чемпіонат Німеччини 1968, 1969, 1971, 1973 і з 1975 по 1977 роки.

## Чемпіони Німеччини

### 1962
- Воротарі: Вільгельм Едельманн, Клаус Хафенштайнер
- Захисники: Ганс Рампф, Отто Шнайтбергер, Валтер Рідль, Гайнц Бадер, Франц Дайзенгідер, Ганс Вексель
- Нападники: Зепп Ріф, Петер Лакс, Алоїс Майр, Зепп Вершхаузер, Зіґфрід Майр, Георг Еберл, Петер Шмідт, Клаус Ретцер, Аді Флобманн
- Тренер: Ганс Рампф (граючий тренер)

### 1966
- Воротарі: Тоні Клетт, Фріц Хафенштайнер
- Захисники: Ганс Шіхтль, Валтер Рідль, Гайнц Бадер, Георг Лехнер, Ервін Рідмайєр
- Нападники: Петер Лакс, Алоїс Майр, Альберт Лойбль, Руді Піттріх, Георг Еберл, Віллі Ляйтнер, Ганс Еманнсбергер, Віллі Герг, Лоренц Функ (старший), Рейнгольд Майстер, Карл Бер, Ганс Бранднер
- Тренер: Майк Даскі

## Відомі гравці
- Петер Шерф
- Томас Брандль
- Андреас Брокманн
- Крістіан Курт
- Лоренц Функ (старший)
- Лоренц Функ молодший
- Аксель Каммерер
- Клаус Катан
- Антон Кріннер
- Андреас Нідербергер
- Ганс Рампф
- Отто Шнайтбергер
- Ганс Цах
- Патрік Кутюр
- Скотт Кінг
- Ілпо Кауханен
- Яннік Дюбе
- Корбініан Гольцер